# Hoplolatilus cuniculus
Hoplolatilus cuniculus is een straalvinnige vissensoort uit de familie van tegelvissen (Malacanthidae). De wetenschappelijke naam van de soort is voor het eerst geldig gepubliceerd in 1974 door Randall & Dooley.